# Łabowa
Łabowa is een plaats in het Poolse district Nowosądecki, woiwodschap Klein-Polen. De plaats maakt deel uit van de gemeente Łabowa en telt 1100 inwoners.